# Vangsvik
Vangsvik est une localité du comté de Troms, en Norvège.

## Géographie
Administrativement, Vangsvik fait partie de la kommune de Tranøy.